# Vallcebre
Vallcebre är en kommun i Spanien.   Den ligger i provinsen Província de Barcelona och regionen Katalonien, i den nordöstra delen av landet, 500 km öster om huvudstaden Madrid. Antalet invånare är 274. Arean är 28,0 kvadratkilometer. Vallcebre gränsar till Gisclareny, Guardiola de Berguedà, Cercs, Fígols och Saldes. 
Terrängen i Vallcebre är huvudsakligen kuperad, men åt sydväst är den bergig.